# Straumen (Nordland)
Pour les articles homonymes, voir Straumen.
Straumen est une localité du comté de Nordland, en Norvège.

## Géographie
Administrativement, Straumen fait partie de la kommune de Sørfold.